# Козак Михайло Павлович
Михайло Павлович Козак (1882 — 1944) — український зоолог-морфолог, педагог.

## Біогорафія
Народився 11 серпня 1882 року у Тирасполі.
В 1904 році закінчив природниче відділення фізико-математичного факультету Новоросійського університету.
Викладав у середніх навчальних закладах Одеси.
За запрошенням Д. К. Третьякова працював у Новоросійському університеті, брав участь у роботі Товариства природознавців.
В 1928 році, захистивши дисертацію, обійняв посаду доцента кафедри хребетних тварин Одеського інституту народної освіти.
В 1930 році присвоєно вчене звання професора.
З жовтня 1930 року був завідувачем кафедри зоології Одеського інституту соціального виховання.  Займався виконанням науково-дослідної роботи в лабораторіях одеської філії Зоолого-біологічного інституту (Зообіну). Працював в Одеському німецькому педагогічному інституті.
До серпня 1941 року  викладав в Одеському державному педагогічному інституті.  Читав лекції українською, російською, єврейською, німецькою, польською мовами.
Одночасно з 1933 року працював на біологічному факультеті Одеського державного університету.
Під час нацистської навали разом з Одеським педагогічним інститутом та Одеським університетом перебував в евакуації у Майкопі та Байрам-Алі.
Помер 14 жовтня 1944 року.

## Праці
- Как животные спасаються от врагов/ М. П. Козак. — Одеса: ГИУ, 1922.
- Рост и метаморфоз головастиков под влиянием щитовидной и зобной желез/ М. П. Козак// Журнал науково-дослідчих кафедр в Одесі. — 1924. — Вип. 10-11.